# Maria Aparecida Báxter
 Maria Aparecida de Oliveira Baxter (Carmo de Paranaíba, 3 de dezembro de 1918 — São Paulo, 12 de setembro de 1999) foi uma atriz e apresntadora brasileira.

## Carreira
Teve o seu maior êxito interpretando o role da fofoqueira dona Marocas de Redenção, a telenovela mais longeva da televisão brasileira.
Nascida em uma família circense; chegou a trabalhar em circo. Na televisão, iniciou pela TV Paulista, apresentando programas infantis, transferindo-se para a Rede Record, onde foi garota-propaganda do Açúcar União. Passou pela TV Cultura e TV Excelsior, onde esteve até a falência do canal. Atuou em peças de teatro no famoso Teatro Brasileiro de Comédia. Foi presidente da Associação da Comunidade Domitila da cidade de São Paulo, em Cidade Domitila.
Um de seus últimos trabalhos foi na propaganda das fraldas Johnson & Johnson  e na novela Éramos Seis do SBT.
Maria Aparecida Báxter faleceu em 1999, vítima de ataque cardíaco com 80 anos de idade .

## Filmografia

### Televisão
| Ano  | Título                       | Papel                     | Notas                 |
| ---- | ---------------------------- | ------------------------- | --------------------- |
| 1994 | Éramos Seis                  | Madre Superiora           | Participação Especial |
| 1991 | Grande Pai                   | Tereza                    |                       |
| 1983 | Sombras do Passado           | Joana                     |                       |
| 1982 | A Leoa                       | Tereza                    |                       |
| 1981 | O Resto É Silêncio           |                           |                       |
| 1981 | Os Imigrantes                | Giselda                   |                       |
| 1979 | O Todo Poderoso              | Aparecida                 |                       |
| 1978 | Solar Paraíso                | Dona Eufrosina            |                       |
| 1977 | Minha Vida é Uma Novela      | Vários Personagens        |                       |
| 1975 | Um dia, o Amor               | Dona Mariana              |                       |
| 1973 | As Divinas... e Maravilhosas | Honorina (Melissa Lamour) |                       |
| 1972 | Na Idade do Lobo             | Wilma                     |                       |
| 1971 | Dom Camilo e os Cabeludos    |                           |                       |
| 1971 | Hospital                     | Altamira                  |                       |
| 1970 | Mais Forte que o Ódio        | Magnólia                  |                       |
| 1969 | A Menina do Veleiro Azul     | Irmã Clotilde             |                       |
| 1968 | Legião dos Esquecidos        |                           |                       |
| 1966 | Redenção                     | Dona Marocas              |                       |
| 1966 | As Aventuras de Eduardinho   | Dona Augusta              |                       |
| 1965 | O Caminho das Estrelas       | Augusta                   |                       |
| 1965 | Ontem, Hoje e Sempre         | Marta                     |                       |
| 1965 | A Indomável                  | Violeta                   |                       |
| 1964 | A Moça Que Veio de Longe     |                           |                       |
| 1964 | Mãe                          |                           |                       |
| 1964 | Eu e Você                    |                           |                       |
| 1964 | Quem Quiser Que Conte Outra  | Apresentadora             |                       |
| 1963 | 2-5499 Ocupado               | Carcereira                |                       |
| 1963 | Encontro com a Titia         | Apresentadora             |                       |
| 1962 | A Fugitiva                   |                           |                       |
| 1959 | A Cidadela                   |                           |                       |
| 1958 | Anos de Ternura              |                           |                       |
| 1958 | Aqueles Olhos                |                           |                       |
| 1958 | Éramos Seis                  | Olga                      |                       |
| 1957 | Cineminha Duchen             | Apresentadora             |                       |
| 1957 | A Mansão dos Daltons         |                           |                       |
| 1955 | Quando Vovó Tinha Vinte Anos | Apresentadora             |                       |
| 1952 | Teatro Monções               |                           | Episódio: "O Pai"     |

### Cinema
| Ano  | Título                     | Personagem         |
| ---- | -------------------------- | ------------------ |
| 1979 | A Banda das Velhas Virgens | Mulher de Gerôncio |
| 1976 | Traídas pelo Desejo        | —                  |
| 1975 | O Poema do Amor Maior      | —                  |
| 1974 | Enquanto Houver Esperança  | —                  |
| 1967 | A Vida Quis Assim          | Mãe de Carlos      |
| 1958 | Cara de Fogo               | —                  |
| 1958 | Rebelião em Vila Rica      | —                  |
| 1955 | Carnaval em Lá Maior       | Aparecida          |
| 1954 | Mulher de Verdade          | —                  |

## Teatro
- 1993 - Chá, Rosquinhas e Rococó
- 1967 - Boa Tarde, Excelência
- 1954 - Seis Personagens à Procura de um Autor